# São Cristóvão e Neves nos Jogos Olímpicos
São Cristóvão e Neves  participou pela primeira vez dos Jogos Olímpicos em 1996 e tem mandado atletas para competir em todas as edições dos Jogos Olímpicos de Verão desde então. O país nunca competiu nos Jogos Olímpicos de Inverno.
São Cristóvão e Neves nunca ganhou uma medalha olímpica. Os atletas apenas competiram em provas de Atletismo.